# Голованов, Борис Михайлович
Борис Михайлович Голованов (5 августа 1938 — 17 февраля 2012) — российский писатель. Член СП России (1998).

## Биография
Родился в Краснодарском крае. Окончил ф-т рус. яз. и литературы Новосибирского пед. института в 1972 г. Работал в газетах Смоленской (1975—77) и Горьковской (1977—78) областях, директором типографии в г. Чернь Тульской обл. (1980—82), худ. руководителем Дома культуры (1982—85), зам. директора совхоза (1985—87).
Жил в пос. Велье-Никольское, Чернского райна Тульской обл.

## Публикации
Печатался с 1960: газета «Сокол Родины». Автор книг, изданных в Туле:
- Адамова кровь. 1996;
- Интересный карандаш. 1997;
- Звезды над Чернью. 1997;
- Душа говорит с небесами. 1998;
- Ледяная горка. 1998;
- Аппетит. 1998;
- Загадки и считалки. 1998;
- Берёзовая горница. 1999.

Печатался в альм. «Прикосновение». Переводил стихи с азерб., алтайск., укр. языков. Произведения Г. переведены на алтайск. яз. (1977).